# Morellia sordidisquama
Morellia sordidisquama är en tvåvingeart som beskrevs av Stein 1918. Morellia sordidisquama ingår i släktet Morellia och familjen husflugor. Inga underarter finns listade i Catalogue of Life.